# 絲襪視界
《絲襪視界》（みるタイツ）是橫濱動畫研究所制作的日本網絡動畫。2019年5月11日起，每周六22時在niconico頻道、d Anime Store、Video Market更新。作品注重描写穿着絲襪的女高中生及教師，以及穿着絲襪的質感。
Yomu此前在互聯網上發布描繪絲襪的插畫，2017年發行同人誌《Yomu Tights》（よむタイツ，可解作「讀絲襪」），取得較大反響，於是以插畫為原作，製作動畫。
動畫更新時配有「放學後的絲襪視界」（放課後のみるタイツ）計劃，會以插畫形式，在niconico生放送介紹有關絲襪的Twitter推文。

## 登場人物
藍川蓮（声：戶松遥）
高2。短髮。身高162cm。看似高冷，不過難以拒絕持續請求。在咖啡店打工。
中紅由亞（声：日笠陽子）
高2。長髮。身高168cm。成績優秀、體育万能的優等生。在Twitter發布性感自拍Cosplay照，獲得不少關注。喜歡捉弄蓮。
雨天穿紅色長筒靴上學。
萌黃帆美（声：洲崎綾）
高2。妹妹頭。身高158cm。天真爛漫的大小姐，私家車上学。游泳部員。
奧墨唯子（声：茅野愛衣）
高中教師。蓮等人的班主任。身高169cm。熱心且受歡迎，但有時會過於熱心。她也是同作者的另一部作品《加油吧同期醬》的前輩桑（奧墨舞子「奥墨マイコ」）的妹妹。

## 製作人員
- 原作、故事原案 - Yomu[3]
- 監督 - 小川優樹[3]
- 系列構成、脚本 - 丸戶史明[3]
- 人物設定 - [3]
- 美術監督 - 栫裕倫[3]
- 色彩設計 - 中尾總子[3]
- 絲襪視覺效果 - 喜多隆宏
- 道具設定 - 村山章子
- 攝影監督 - 佐藤光洋[3]
- 編輯 - 吉武将人[3]
- 音響監督 - 明田川仁[3]
- 音樂 - Shade[3]
- 製作人 - 鈴木哲史、津田泰現、安藤誠規
- 動畫製作人 - 大上裕真
- 動畫制作 - 橫濱動畫研究所[3]
- 製作 - TRUSS[3]

## 主題歌
「True Days」
作詞 - 相良心 / 監督、作曲、編曲 - Shade / 歌 - 藍川蓮 (戶松遥）、中紅由亞（日笠陽子）、萌黃帆美（洲崎綾）

## 各話列表
| 話數 | 日文標題 | 分鏡     | 演出     | 作畫監督                     | 主題歌演唱 |
| ---- | -------- | -------- | -------- | ---------------------------- | ---------- |
| 1話  |          | 小川優樹 | 相浦和也 |                              | 藍川蓮     |
| 2話  |          | 龜井幹太 | 相浦和也 | 中紅由亞                     |            |
| 3話  |          | 小川優樹 | 相浦和也 | 萌黃帆美                     |            |
| 4話  |          | 龜井幹太 | 相浦和也 | 村山章子 今橋明日菜 春山育子 | 藍川蓮     |
| 5話  |          | 小川優樹 | 相浦和也 | 村山章子 今橋明日菜 春山育子 | 萌黃帆美   |
| 6話  |          | 龜井幹太 | 相浦和也 | 村山章子 今橋明日菜 春山育子 | 中紅由亞   |
| 7話  |          | 小川優樹 | 相浦和也 |                              | 藍川蓮     |
| 8話  |          | 龜井幹太 | 相浦和也 | 田中實                       | 中紅由亞   |
| 9話  |          | 小川優樹 | 相浦和也 |                              | 萌黃帆美   |
| 10話 |          | 龜井幹太 | 相浦和也 | 佐藤天昭                     | 萌黃帆美   |
| 11話 |          | 小川優樹 | 相浦和也 |                              | 藍川蓮     |
| 12話 |          | 小川優樹 | 相浦和也 | 藍川蓮 中紅由亞 萌黃帆美     |            |
| 13話 |          | 龜井幹太 | 相浦和也 | 中紅由亞                     |            |

## 外部連結
- https://mirutights.jp/ （页面存档备份，存于）（日語）
- 的X（前Twitter）（日語）